# Travis Lee
Travis Lee est un joueur de baseball américain né le 26 mai 1975 à San Diego.

## Biographie
Travis Lee participe aux Jeux olympiques d'été de 1996 à Atlanta et remporte la médaille de bronze.